# 1984 (opera)
1984 è un'opera teatrale in musica di Lorin Maazel, basata sull'omonimo romanzo di George Orwell, con libretto di J.D. McClatchy e Thomas Meehan. È stata rappresentata per la prima volta il 3 maggio del 2005, alla Royal Opera House di Londra, diretta dal compositore con Diana Damrau, Simon Keenlyside e la regia di Robert Lepage.
Si tratta di un lavoro di circostanza. Venne commissionata a Maazel dal direttore della Bayerische Staatsoper, August Everding, morto sei anni prima della prima.